# Língua maale
Maale (também escrita Male), é uma língua omótica falada na região do rio Omo da Etiópia pelos males .  É chamada Maale (duplo /a/) na ISO 639-3 para distinguir da língua Male da Papua-Nova Guiné..

## Falantes
Eram 53.800 falantes em 1998 (Censo da Etiópia), dos quais ¾ monolínguas, de uma população de 46.458. 6.730 a usavam como segunda língua. O índice de alfabetização é de 4,5%.

## Similaridades
A similaridade do léxico com outras língua é de 48% com Dorze [doz], 46% com o dialeto Gofa do Gamo-Gofa-Dawro [gmo], 45% com Koorete [kqy], 44% com o dialeto Gamo da [[língua wolaytta].